# Pietroșița (gmina)
Pietroșița – gmina w południowej Rumunii, administracyjnie należąca do okręgu Dymbowica.
W skład gminy wchodzą 2 miejscowości: Dealu Frumos i Pietroșița. Według stanu na rok 2011 liczyła 3170 mieszkańców, zaś w roku 2021 jej liczebność wynosiła 3006 mieszkańców.